# فرانسوایز بیلس
فرانسوایز بیلس (انگلیسی: Francoise Baylis؛ زادهٔ ۱۹۶۱ (۶۳–۶۴ سال)) فیلسوف و متخصص اخلاق زیستی اهل کانادا است. تمرکز تحقیقات او بر روی مسائل مربوط به سلامت زنان و فناوری‌های کمک‌رسان به باروری است. تحقیق و انتشار او به موضوعاتی مانند تحقیقات مربوط به انسان (از جمله تحقیقات جنین انسانی)، ویرایش ژن، فناوری‌های ژنتیکی جدید، سلامت عمومی، نقش گسترش یافته‌است.
وی همچنین برندهٔ جوایزی همچون رتبهٔ عضو نشان کانادا شده‌است.